# Michèle Petit
Michèle Petit est une anthropologue, née en 1946, membre du laboratoire LADYSS (Dynamiques sociales et recomposition des espaces) (CNRS-université Paris I) qui est un laboratoire pluridisciplinaire de géographie et de sociologie. 

## Biographie
Ses recherches autour de la lecture portent, entre autres, sur la relation aux livres et aux bibliothèques, la lecture dans des espaces en crise ainsi que son rôle dans la construction de soi.
Elle a publié de nombreuses contributions et plusieurs ouvrages dans le cadre de ses recherches.
En 2023, elle est sélectionnée pour le prestigieux prix suédois, le Prix commémoratif Astrid-Lindgren, en tant que « Reading promoter ».

## Publications

### Essais
- Lecteurs en campagnes : les ruraux lisent-ils autrement ? (avec Claude-Michèle Gardienet Raymonde Ladefroux), Editions de la BPI/Centre Georges Pompidou, 1993
- De la bibliothèque au droit de cité : parcours de jeunes (avec  Chantal Balley, Raymonde Ladefroux et Isabelle Rossignol), Editions de la BPI/Centre Georges Pompidou, 1997
- Éloge de la lecture : la construction de soi, Editions Belin, collection Nouveaux mondes, 2002
- Une enfance au pays des livres, Editions Didier-Jeunesse, collection Passeurs d'histoires, 2007
- L'art de lire ou comment résister à l'adversité, Editions Belin, collection Nouveaux mondes, 2008
- Lire le monde. Expériences de transmission culturelle aujourd’hui, Editions Belin, 2014.

### Autres contributions
- Identité, lecture, écriture (sous la direction de Martine Chaudron et François de Singly), Editions de la BPI/Centre Georges Pompidou, 1993
- La lecture, un chemin de traverse vers la citoyenneté in La lutte contre l'illettrisme en milieu rural, sous la coord. de Christiane El Hayek, La documentation française, 1997.
- La lecture dans des espaces en crise in Actes du colloque international "Littérature et pratiques d'enseignement, apprentissage : difficultés et résistances", organisé par l'IUFM d'Aix-Marseille, du 20 au 22 octobre 2005 le texte

## Sources
- La fiche de Michèle Petit sur le site du LADYSS
- Les essais aux Editions de la BPI / Centre Georges Pompidou